# Kanalisation

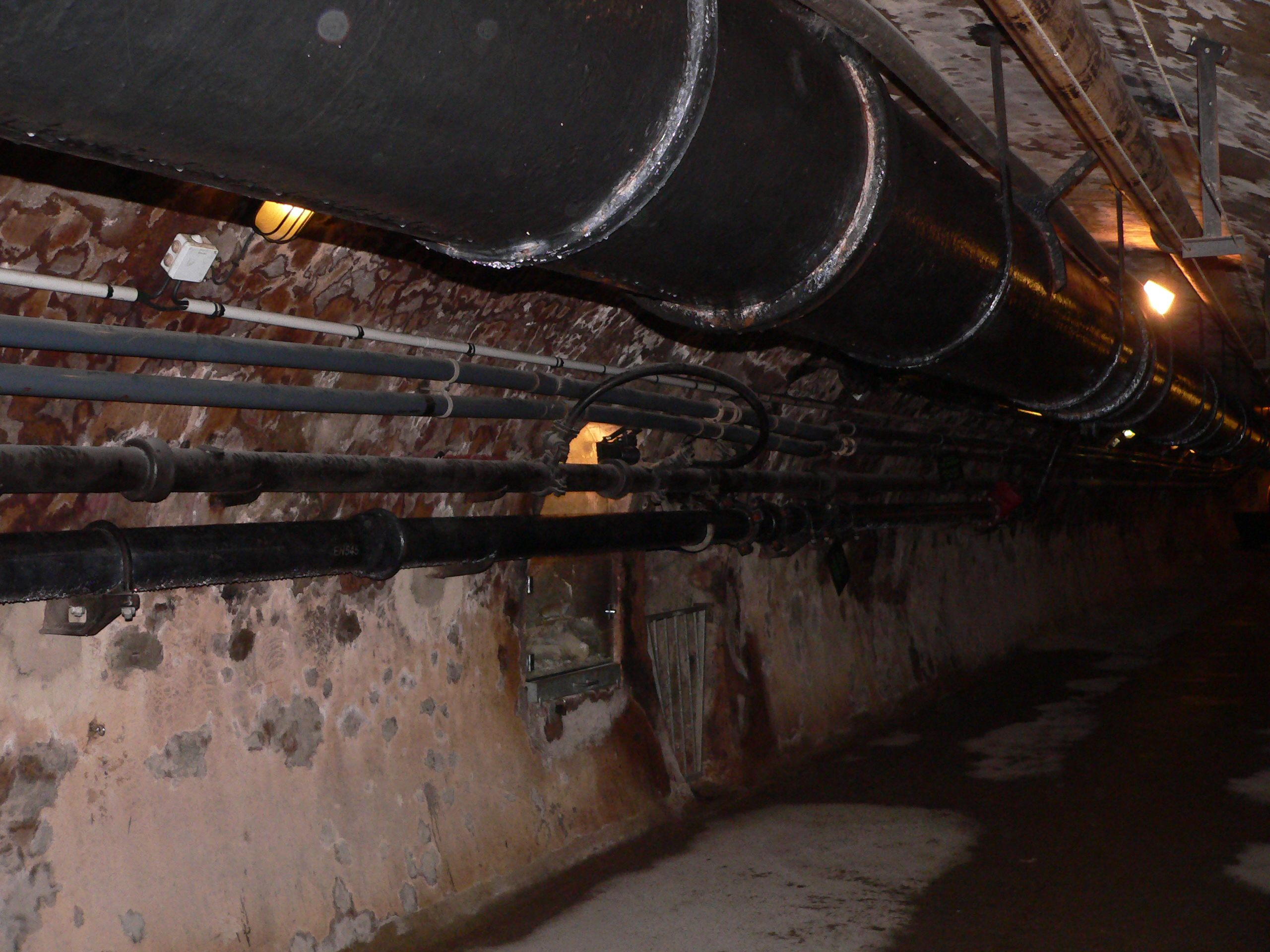
Kanalisation in Paris

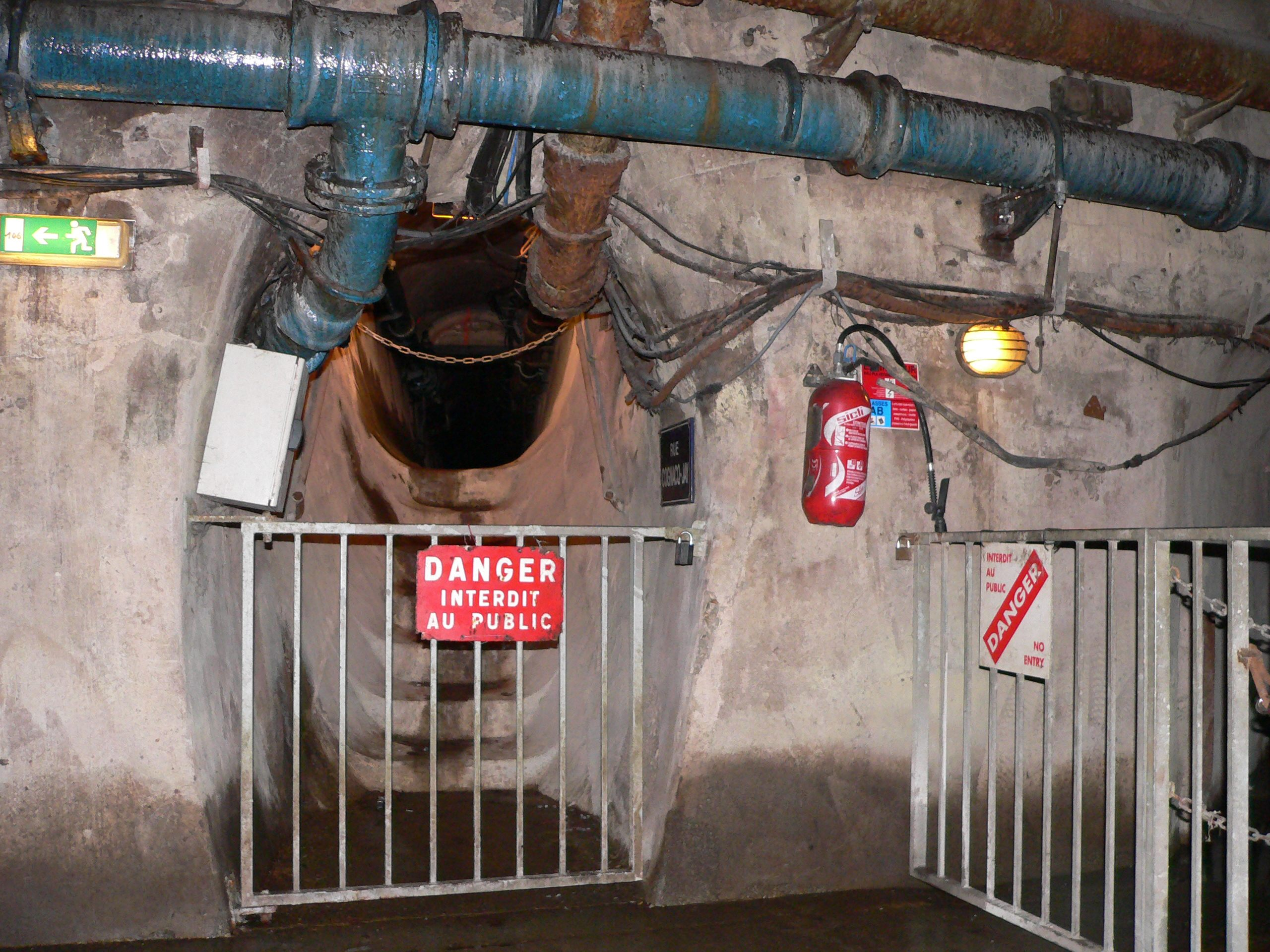
Kanalisation in Paris

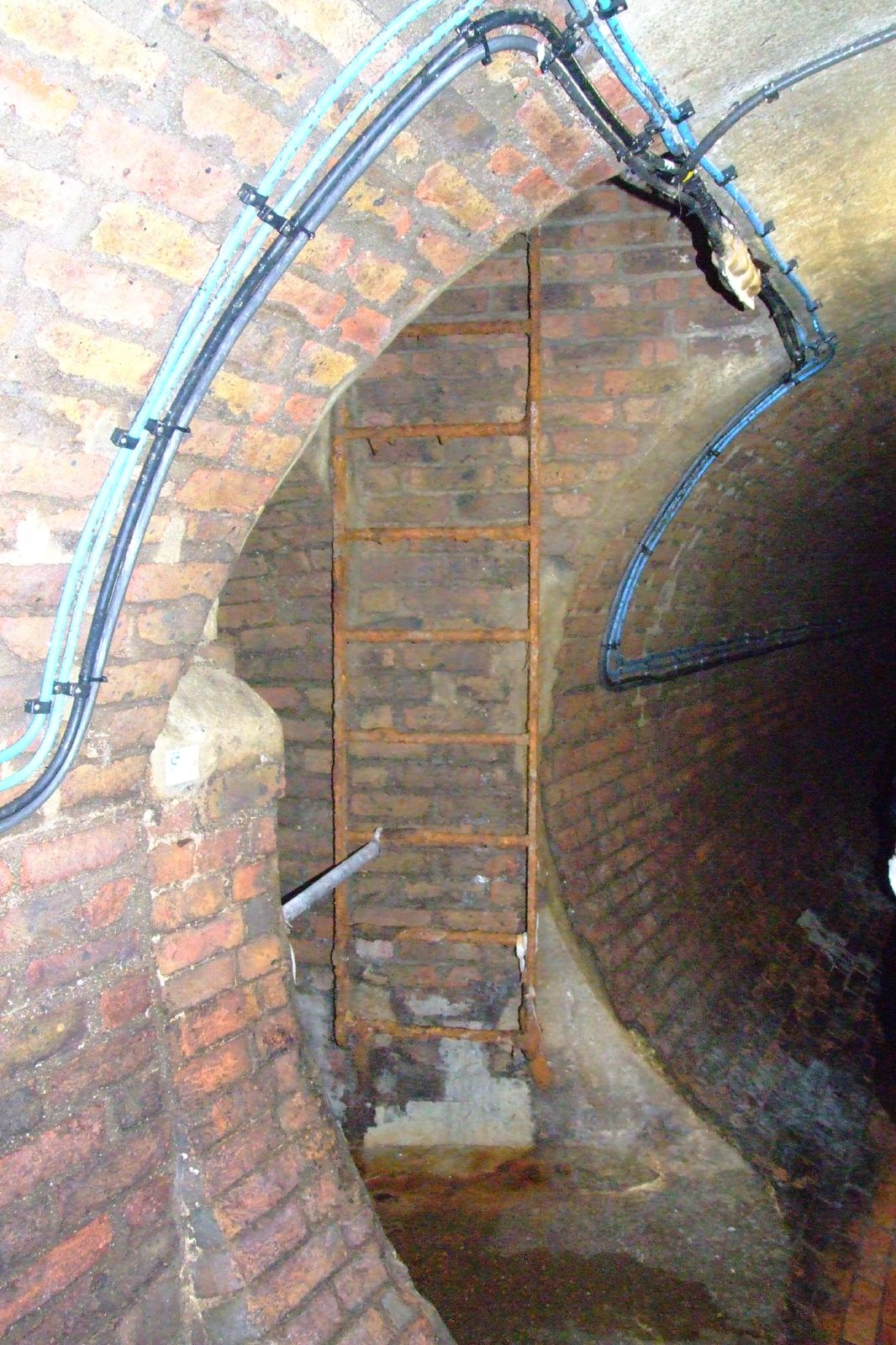
Schacht in Brighton

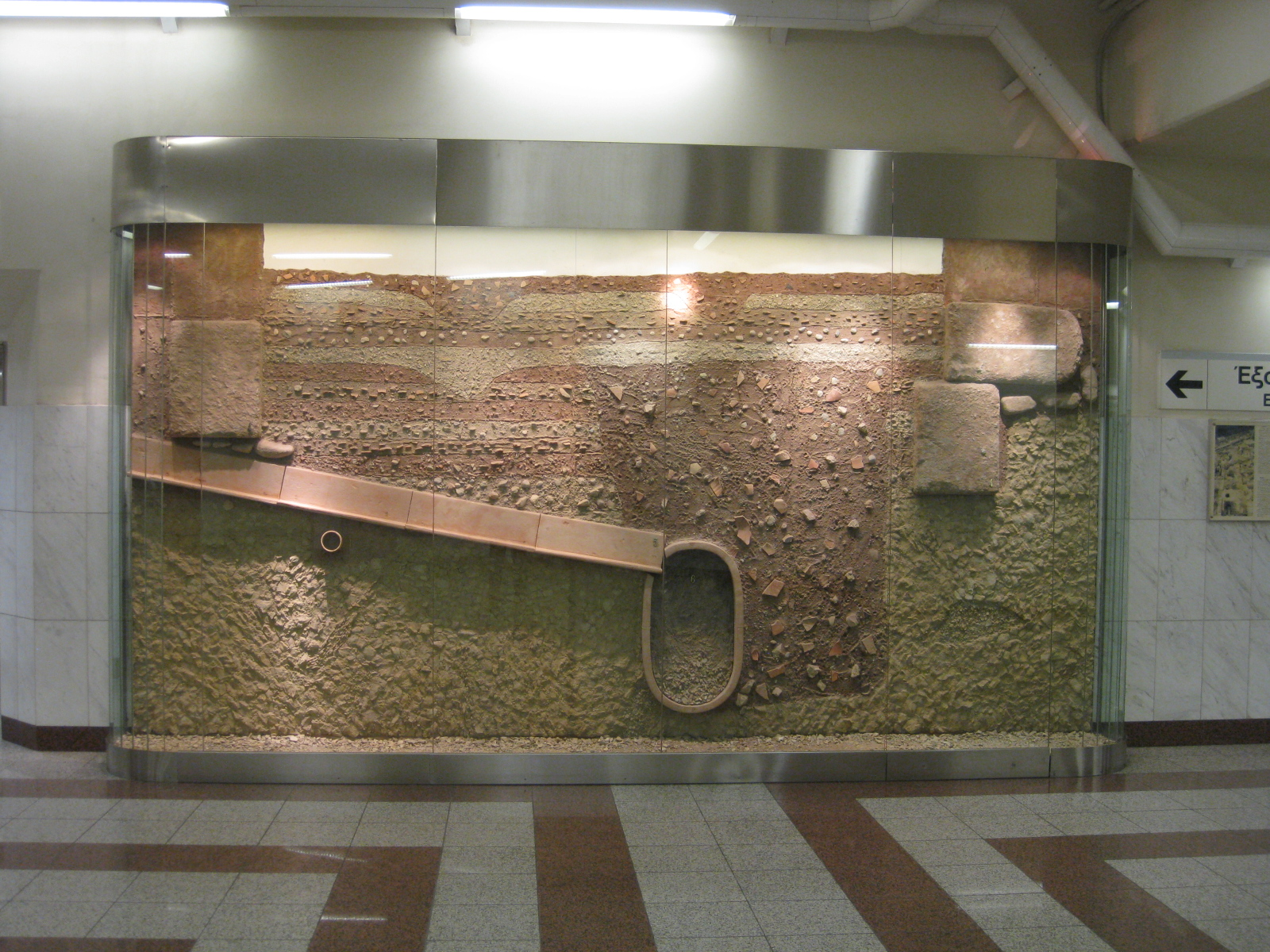
Kanalisation aus der Antike (Athen)

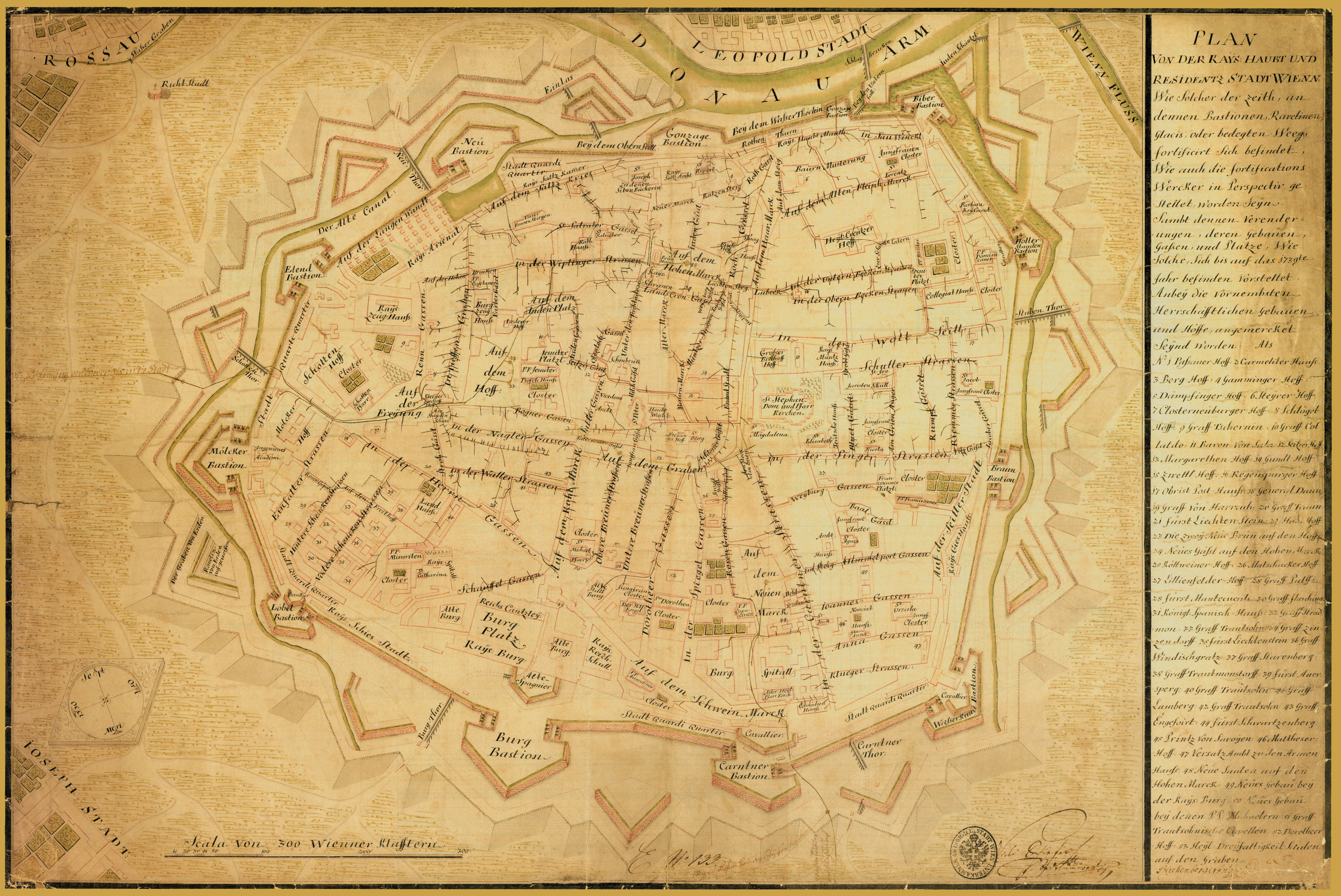
Plan der Kanalisation Wiens, 1739

Eine Kanalisation ist eine Anlage zur Sammlung und Ableitung von Abwasser, Regen- oder Schmelzwasser durch unterirdische Kanäle im Zuge der Abwasserbeseitigung. Regionale Bezeichnungen für die Kanalisation sind Dole, Siel oder auch Beschleusung.
Zur Kanalisation gehören neben dem Kanalnetz auch Sammel-, Pump-, Absperr- und mechanische Reinigungsanlagen. Das gesammelte Abwasser wird zu Abwasserbehandlungsanlagen (meist Kläranlagen) transportiert oder direkt in Gewässer eingeleitet, welche in diesem Zusammenhang als Vorfluter bezeichnet werden.
Kanalisation deckt sich teilweise mit dem Begriff der Entwässerungsanlage. Dabei handelt es sich gemäß DIN EN 752-1:1995 um „ein System von Rohren und Zusatzbauten zur Ableitung von Schmutzwasser- und/oder Regenwasser zu einer Senkgrube, Kanalisation oder sonstigen Entsorgungseinrichtung“.
Bei vollständig gedeckter Kanalisierung natürlicher Fließgewässer spricht man von Verrohrung. Beispiele sind der Darmbach in Darmstadt, der Salzbach in Wiesbaden samt Zuflüssen, der Wuppertaler Briller Bach, der Mirker Bach, in Österreich der Grazbach in Graz.

## Entwicklung
Mit der Bildung von zusammenhängenden Siedlungen entstanden hygienische Probleme durch Abfälle, Abwässer und Überflutungen. Die einfache Verfügbarkeit von Trinkwasser war ein Hauptgrund für die Entstehung von Siedlungen an Bächen und Flüssen. Die Gewässer konnten als natürliche Vorflut und auch zur Ableitung der Abwässer genutzt werden.
Bevor unterirdische Kanalsysteme angelegt wurden, liefen Abwässer zunächst offen in Rinnsteinen entlang der Straßen und sammelten sich in kleinen Bachläufen und anderen natürlichen Gewässern.
Um Flut- und Regenwasser schnell ableiten zu können, entwickelten sich in Siedlungen früh erste Kanalisationen. Da Schmutz und Abfälle durch das Regenwasser fortgespült wurden, wird diese frühe Form der Kanalisation auch als Schwemmkanalisation bezeichnet. Abwässer wiederum versickerten meist in einzelnen Parzellen.
Erste Entwässerungskanäle lassen sich um 3000 v. Chr. im Euphrattal nachweisen. Von ca. 2600 bis 1800 v. Chr. verbreitete sich die Indus-Zivilisation auf der Fläche des heutigen Pakistan. Sie bauten gepflasterte Straßen mit Gullys sowie Haustoiletten, die in gemauerte Entwässerungskanäle speisten. Diese werden weltweit zu den ältesten Kanalisationen gezählt. In Mohenjo-Daro können noch heute die aus Ziegeln gemauerten Hausanschlüsse und Kanäle besichtigt werden, welche das Abwasser ableiteten. Zu Zeiten der Römer wurden Schwemmkanalisationen verwendet; meistens handelte es sich dabei allerdings um offene Gerinne, da Abwasserrohre aufgrund des hohen Bauaufwands eine Seltenheit waren. Die bekannteste römische Kanalisation ist die Cloaca Maxima in Rom. Der bestehende Teil einer unterirdischen römischen Abwasserkanalisation ist in der Kölner Altstadt noch heute begehbar.
Im frühen europäischen Mittelalter ging das Wissen um die hygienische Bedeutung einer geordneten Abwasserentsorgung weitgehend verloren. Erst in der Neuzeit wurde aufgrund der Industrialisierung in den stark gewachsenen Städten eine geordnete Abwasserentsorgung installiert. Im Jahr 1739 war Wien als erste Stadt Europas vollständig kanalisiert. Im Jahr des Großen Brandes von 1842 wurde in Hamburg mit dem Bau des ersten modernen Kanalisationssystems auf dem europäischen Festland begonnen. Ab 1856 beabsichtigte die Stadt London nach Erfahrungen mit mehreren Cholera-Epidemien den Bau eines Kanalisationssystems. Final beschlossen wurde das Vorhaben im Jahr des „Großen Gestankes“ (1858).

Die Kanalisation von Berlin-Charlottenburg um 1900 nebst Darstellung der Rieselfelder in Gatow

Am Beispiel von Berlin lassen sich vier Phasen der modernen Wasserwirtschaft in Ballungszentren unterscheiden: 1856–1874, 1874–1900, 1900–1925 und 1925–1940. Die heutigen Berliner Wasserbetriebe wurden in der ersten Phase durch ein englisches Privatunternehmen realisiert. Die Übernahme des Wasserwerks in städtische Hand erfolgte 1874. Danach wurde bis zum Jahr 1900 eine flächendeckende Grundversorgung aufgebaut. Die Abwässer wurden auf außerhalb der damaligen Stadt gelegenen Stadtgütern verrieselt. Der Auf- und Ausbau eines leistungsfähigen Kanalisationssystems begann dagegen später in der zweiten Phase. In Berlin wurden damals durch längere empirische Untersuchungen unter der Leitung von Rudolf Virchow schwerwiegende technische Fehler bei der Konzeption und beim Bau der Kanalisation und somit hohe Fehlinvestitionen vermieden – im Gegensatz zu etwa Frankfurt, Düsseldorf, Essen und Münster. Die Entwicklung der biologischen Abwasserreinigung und des Belebtschlammverfahrens folgte in den Jahren 1900 bis 1940.
Im ländlichen Raum entstand die heutige Kanalisation im Regelfall durch die sogenannten Bürgermeisterkanäle.
Das Leipziger Mischwassernetz mit einer Länge von mehr als 2700 Kilometern verfügt über eine sogenannte Kanalnetzsteuerung, die es ermöglicht, größere Regenwassermengen im Kanal zwischenzuspeichern. Diese Steuerung vermeidet das Abfließen des ungereinigten Abwassers über die Überläufe in den Vorfluter. Das Wasser wird dann nach und nach in Leipzigs größtem Klärwerk im Rosental abgeleitet. Das System schützt das Klärwerk vor Überflutung und vermindert die Belastung umliegender Gewässer wie Elstermühlgraben oder Parthe mit Mischwasser.

## Entwässerungsverfahren
Überwiegend werden der Kanalisation heute Siedlungsabwässer von Haushalten und Kleingewerbe und ein großer Teil der Niederschlagsabwässer von Dachflächen und versiegelten Oberflächen (Straßenablauf) zugeführt. Aufgrund der Verunreinigung durch Mineralöle, Salze oder andere Chemikalien werden Industrieabwässer meistens in firmeneigenen Klär- oder Abscheideranlagen vorgeklärt, bevor sie in die öffentlichen Systeme eingeleitet werden dürfen.
Wurden Abwässer in Deutschland und Österreich noch bis in die 1960er-Jahre (in ländlichen Gebieten in Ausnahmefällen bis heute) dezentral in Senk- und Sickergruben geleitet, so wurden diese Hausanlagen in den letzten Jahrzehnten von den Kommunen in Ortskanalisationen zusammengefasst und Kläranlagen zugeleitet.
Das öffentliche Kanalnetz besteht aus Kanälen, Schächten, Sonderbauwerken (Regenüberlaufbecken, Abwasserpumpwerken, Pumpstationen, Kurvenbauwerken, Auslässen) sowie, je nach örtlicher Satzung, Anschlussleitungen bis zu Grundstücksgrenzen oder zu Revisionsschächten.

### Typen nach Abfluss
Nach dem Abfluss unterscheidet man folgende Entwässerungssysteme:
Mischsystem (Mischkanalisation)
Haus-, Industrie- und Niederschlagsabwässer werden gemeinsam abgeführt.
Modifizierte Mischkanalisation
Schmutzwässer sowie behandlungsbedürftige Niederschlagsabwässer werden zusammen abgeführt. Nicht behandlungsbedürftige Niederschlagsabwässer werden vor Ort versickert oder direkt oder indirekt in ein Gewässer geleitet.
Trennsystem (Trennkanalisation)
Schmutzwässer werden in einem Kanal abgeführt, Niederschlagsabwässer in einem separaten Kanal. Wegen der in der Regel geringen Schmutzfracht von Regenwässern werden diese meistens direkt oder indirekt (etwa über Regenwasserrückhaltebecken) in Gewässer eingeleitet und nicht in Kläranlagen behandelt.
Erweiterte Trennkanalisation
Schmutzwässer und behandlungsbedürftige Niederschlagsabwässer werden in separaten Kanälen abgeleitet. Nicht behandlungsbedürftige Niederschlagsabwässer werden vor Ort versickert oder direkt oder indirekt in ein Gewässer geleitet.
Sonderverfahren
Bei abgelegenen Gebäuden oder Siedlungen können, abhängig von Abwasseraufkommen und -beschaffenheit, auch Druck- oder Vakuumentwässerungsverfahren und Speicherung in abflusslosen Sammelgruben mit Entsorgung durch Fahrzeuge zur Entsorgung der Abwässer verwendet werden. Auch bei der örtlichen Abwasserreinigung durch Kleinkläranlagen (Tropfkörper, Belebtschlammverfahren, Pflanzenkläranlagen und Rieselfelder (Abwasserverrieselung)) sind Zuleitungskanäle erforderlich. Teilweise sind auch zusätzliche Kanalsysteme für Drainagen oder Fremdwasser vorhanden, die direkt in einen Vorfluter einleiten.
In Deutschland überwiegt bis heute die Mischkanalisation, mit der etwa 60 % der Siedlungsgebiete aller Einwohner entwässert werden. Beim Neubau von Anlagen ist gemäß Wasserhaushaltsgesetz eine Trennkanalisation vorgeschrieben. Auch wandelte sich die Entwässerungskonzeption in den letzten Jahren. Von der ableitungsorientierten Sicht und im Sinne einer wirtschaftlichen und ökologischen Sichtweise gewinnt die dezentrale Regenwasserversickerung vor Ort zunehmend an Bedeutung.

### Typen nach Größe
Nach der Größe unterscheidet man:
Hauskanalisation
Auf privaten Grundstücken werden heutzutage meist Rohre mit der Nennweite DN 100 (Rohrdurchmesser 10 cm) bis DN 200 (20 cm) verwendet. Zur Hauskanalisation gehören Ausgüsse, Toiletten, Dachentlüftungen und hausinterne Gullys (die Entwässerungsgegenstände). Die Hauskanalisation wird in das öffentliche Kanalnetz entsorgt oder mündet in Abwasserreinigungsanlagen beziehungsweise abflusslosen Sammelgruben in der unmittelbaren Nähe des zu entwässernden Objektes. Die Entwässerungsgegenstände eines Hauses werden über Geruchsverschlüsse (Siphon) angeschlossen und zu den Fallrohren entwässert. Die Fallrohre münden in den Grundkanal, der das Abwasser zum Hausanschlussschacht leitet. Eventuell ist eine Abwasserhebeanlage für tiefliegende Geschosse erforderlich. Um Schäden durch Rückstau aus dem Kanalnetz und daraus resultierende Überflutungen zu vermeiden, sollten alle Entwässerungsgegenstände über der Rückstauebene (zumeist die Straßenoberkante, da bei Überlastung der Ortskanalisation das Abwasser über die Schächte austritt und daher der Wasserspiegel im Ortskanal nur bis dort ansteigen kann) angeordnet sein. Rückstausicherungen sind für Entwässerungsgegenstände unterhalb der Rückstauebene vorzusehen, sind jedoch nicht völlig zuverlässig, wenn diese nicht den einschlägigen Normen entsprechen. Da im Gebäude die Entwässerung nach dem Trennsystem zu erfolgen hat, darf die Fallleitung der Dachrinnen nicht auf die Grundleitung geschlossen werden. Dieses geschieht am besten im Revisionsschacht. Die Fallrohre sind über Dach zu entlüften, um ein Leersaugen von Geruchsverschlüssen zu verhindern sowie eine Abführung der Gerüche aus dem Kanalnetz zu ermöglichen. Aus diesem Grund sollten auch in Grundkanälen keine Geruchsverschlüsse vorgesehen sein.
Beim Hausanschlussschacht und im Entwässerungsnetz sollten Reinigungsöffnungen angeordnet werden. Als Material der Hauskanalisation wird zumeist Kunststoff, Grauguss oder Steinzeug eingesetzt. Die Materialwahl richtet sich nach der Aggressivität des Abwassers (bei Kleingewerbe), dem Rohrdurchmesser, der Verarbeitung und den Kosten.
Ortskanalisation
Hierzu gehören die Anschlusskanäle, die in Straßenkanäle münden, die zu Neben- und Hauptsammlern zusammengeführt werden. Es werden heutzutage meist Rohre mit der Bezeichnung DN 250 (Rohrdurchmesser 25 cm) bis DN 800 (80 cm) verwendet. Die Hauptsammler leiten die Abwässer einer Kläranlage zu. Neben dem Leitungsnetz gibt es Speicherbecken sowie Regenüberläufe und Regenbecken, die direkt in Vorfluter münden. Sind längere Strecken – wie im ländlichen Bereich – oder Höhenunterschiede zu überwinden, werden zusätzlich Pumpwerke eingesetzt. Als Material wurde in der Vergangenheit Grauguss oder Steinzeug eingesetzt. Seit Ende des 20. Jahrhunderts wird im Zuge der technischen Entwicklung verstärkt Kunststoff verwendet.

## Kanäle
Üblicherweise weisen Abwasserkanäle ein Gefälle von 0,5 bis 2 % und eine Nennweite zwischen 200 mm (oder DN 250 nach den neueren technischen Regeln) und teilweise von mehreren Metern auf. Die Kanäle sind in der Regel als so genannte Freispiegelleitungen ausgeführt, so dass der Wasserstand im Rohr unter dem Rohrscheitel liegt. Die Kanäle sind nur in Ausnahmefällen komplett mit Abwässern gefüllt; etwa bei starken Regenereignissen bei Misch- oder Regenwasserkanalisation. In Sonderfällen, z. B. bei geringem Gefälle im Einzugsgebiet oder Transportleitungen, werden Unterdrucksysteme oder Druckleitungen verwendet. Ist das Rohrgefälle zu gering oder sind Steigungen zu überwinden, müssen zusätzliche Pumpenanlagen vorgesehen werden. Zwischen längeren Rohrabschnitten liegen Kontrollschächte. Die Leitungen haben im Vergleich zu Trinkwasserleitungen große Querschnitte. Hauptabwassersammler in Ballungsräumen können begeh- und teilweise sogar mit Booten befahrbar ausgeführt sein; so das Geest-Stammsiel bei den Hamburger Landungsbrücken. In manchen europäischen Ländern und Städten (z. B. Paris) wurden die begehbaren Kanäle auch zur Verlegung von Versorgungsleitungen (Wasser, Gas, Elektrizität) genutzt, was in Deutschland nicht üblich ist. Für entlegene Ansiedlungen, etwa bei abgelegenen Gehöften oder Wochenendhaussiedlungen, werden in Ausnahmefällen auch Druck- oder Vakuumentwässerungen oder, um lange Kanäle zu vermeiden, dezentrale Kleinkläranlagen angewandt.
Früher wurden Kanäle häufig aus Ziegeln aufgemauert oder in Ton- oder Steinzeugrohren ausgeführt. Je nach Medium und Belastung der Rohre werden heute Kanäle in den verschiedensten Materialien wie Faserbeton, Gusseisen, Stahl, Steinzeug, Kunststoff oder Beton ausgeführt.

## Misch- und Trennsystem
Prinzipiell gibt es zwei Möglichkeiten, das Schmutzwasser und das Regenwasser zu entsorgen. Entweder in einer gemeinsamen Leitung (Mischsystem oder Mischverfahren) oder in getrennt ausgeführten Leitungen (Trennsystem oder Trennverfahren). Beide Verfahren haben ihre Vor- und Nachteile.

### Kosten
Das Mischverfahren verursacht normalerweise geringere Baukosten für den Leitungsbau als das Trennverfahren, da nur ein Kanal notwendig ist. Kläranlagen und Pumpstationen jedoch sind für große Wassermengen zu bemessen und werden damit baulich und betrieblich teurer. Das Trennverfahren hat den Vorzug der kleineren Kläranlagen und Pumpstationen mit entsprechend niedrigeren Bau- und Betriebskosten. Preislich liegen daher beide Systeme in etwa gleichauf.

### Wandel
Dem Mischsystem wurde früher häufig nicht nur wegen der geringeren Investitionskosten der Vorzug vor dem Trennsystem gegeben, da von relativ wenig Schmutzwasser ausgegangen und ein Starkregen als willkommene Spülung des Leitungsnetzes betrachtet wurde. Der seltene Überlauf des dann stark verdünnten Schmutzwassers über ein Regenüberlaufbauwerk in den Vorfluter konnte daher toleriert werden, dafür wurde bei Regenbeginn und bei kleineren Regen der Schmutz der Straßen vom Vorfluter ferngehalten.
Die zunehmende Besiedelung und Verlängerungen der Kanalleitungen führten und führen zu einer immer größer werdenden Schmutzwasser-Grundlast und die Überlastfälle werden häufiger. Dadurch entsteht Rückstau des Abwassers in Keller und Überschwemmungen von Straßen, die wegen der mitgeführten Fäkalien besonders unangenehm sind. Es entstehen weitere Entlastungsbauwerke und Rückstauverschlüsse. Die Fäkalien gelangen durch die Überlastfälle ungeklärt in den Vorfluter, was die biochemische Verschmutzung zu groß werden lässt, oder es werden neue und größere Kanalisationen und Bauwerke erforderlich.
Seit den 1970er Jahren baute man daher vermehrt auf das Trennsystem. Inzwischen wird in der Städteplanung oft versucht, lediglich das Abwasser in einer Kanalisation abzuführen und Regenwasser vor Ort zu versickern; vorgeschrieben ist daher eine entsprechende Gestaltung. Auch die Kosten können hierdurch reduziert werden.

## Sonderbauwerke
Ein Sonderbauwerk ist ein Bauwerk des Abwassersystems, das kein Schacht und kein Kanal ist.
Bauformen von Sonderbauwerken sind in dem Arbeitsblatt ATV-DVWK-A 157 Bauwerke der Kanalisation beschrieben.

### Regenentlastungsbauwerke
Ein Regenentlastungsbauwerk ist eine Einrichtung in einem Misch- oder modifizierten Mischsystem oder einer Kläranlage, die das System hydraulisch entlastet.
Folgende Bauwerke gelten als Regenentlastungsbauwerke:
- Durchlaufbecken
- Regenklärbecken
- Regenrückhaltebecken
- Regenüberläufe
- Speicherbecken und Fangbecken
- Stauraumkanäle

Das Kanalisationsnetz kann nicht auf das Ableiten der gesamten anfallenden Schmutz- und Regenabwässer dimensioniert werden.
Daher müssen im Mischwasserkanalnetz Entlastungsbauwerke erstellt werden.
Über Regenüberläufe werden ab bestimmten Regenintensitäten und den damit zusammenhängenden Abwassermengen Teile des Abwassers zur Entlastung in einen Vorfluter abgezweigt.

### Regenbecken
Die Regenbecken werden dort angeordnet, wo die Bedingungen zu einer Hochwasserentlastung unterschritten werden oder die Hochwasserentlastung zu häufig anspringt und den Vorfluter mit Schmutzwasser belastet.
Die Regenbecken können drei Funktionen übernehmen.
1. Speichern des zu viel anfallenden Abwassers.
2. Grobes Klären des überlaufenden Mischwassers.
3. Fangen des ersten Schmutzstoßes, der vor allem vom Abspülen der Kanalablagerungen herrührt.

Die Wirkung des Regenbeckens ist vom Verhältnis des Beckeninhaltes zur Größe des Einzugsgebietes abhängig.
Folgende Gründe gibt es für den Bau eines Regenbeckens.
- Überlastete Netze können durch den Einbau von Regenbecken oft zweckmäßig saniert werden, ohne die bestehenden Kanäle zu vergrößern. Dabei sind je nach Gefälleverhältnissen auch Pumpen einzuschalten.
- Beim Anschluss von neuen Baugebieten an eine vorhandene, nahezu ausgelastete Kanalisation besteht oft die Möglichkeit, das Schmutzabwasser und einen Teil des Regenabwassers, nicht aber die Abflussmengenspitzen, in den bestehenden Kanälen abzuführen. Hier lässt sich durch den Einbau eines Regenrückhaltebeckens die Erweiterung der vorhandenen Kanalisation umgehen.

Je nach Wirkungsweise werden unter dem Sammelbegriff „Regenbecken“ folgende Beckenarten unterschieden:
- Regenrückhaltebecken (RRB)
- Regenüberlaufbecken (RÜB)

#### Regenrückhaltebecken (RRB)
Regenrückhaltebecken speichern bei starken Regenfällen einen Teil der ankommenden Mischwassermenge und geben sie verzögert und gedrosselt wieder an die Kanalisation ab.
Sie verhindern eine Überlastung im Kanalnetz, wo eine Entlastung unmöglich oder nicht erwünscht ist. Solche Becken müssen nicht in der Nähe von Vorflutern liegen.
Sie besitzen meistens nur einen Ablauf ins Netz sowie einen Notüberlauf.

#### Regenüberlaufbecken (RÜB)
Regenüberlaufbecken stellen eine Kombination von Regenüberlauf und Regenrückhaltebecken dar. Die beiden Bauteile, Becken und Überlauf, lassen sich getrennt oder in einem Bauwerk vereinigt ausführen. Diese Becken besitzen einen Beckenablauf und einen oder mehrere Überläufe. Die Regenabwässer werden grob geklärt dem Vorfluter zugeführt. Der Beckeninhalt mit den zurückgehaltenen, abgesetzten Stoffen wird der Kläranlage zugeführt. Dadurch werden die Spitzen der Abflussmengen gebrochen und die abzuführenden Wassermengen verkleinert.
Das Regenüberlaufbecken wirkt bis zum Anspringen des Überlaufes als Rückhaltebecken. Erst im gefüllten Zustand, bei Überlaufbetrieb, wird es zum durchflossenen Klärbecken. Regenüberlaufbecken können im Haupt- oder Nebenschluss betrieben werden.
Damit eine optimale Bewirtschaftung der Regenbecken erfolgen kann, werden die Regenüberlaufbecken heute im Nebenschluss gebaut.
Im Hauptschluss betriebene Becken liegen im zur Kläranlage führenden Kanal. Diese wichtige Anordnung ist nur bei ausreichendem Gefälle möglich, da die Beckenentleerung ständig und nur mit natürlichem Gefälle in Richtung Kläranlage erfolgt. Die Beckenentleerung erfolgt erst nach Regenende mittels einer Pumpe. Bei genügenden Gefälleverhältnissen kann das Becken nach dem Regenende auch durch einen gesteuerten Schieber entleert werden.
Sie leiten mindestens den kritischen Mischwasserabfluss Qkrit zur Kläranlage weiter.
Ergibt sich ein Mischverhältnis
mRÜ = (Qdr − Qt24) / Qt24 > 7,
so ist das Mischverhältnis von mRÜ = 7 für den RÜ zugrunde zu legen.
Liegt die mittlere CSB-Konzentration im Trockenwetterabfluss ct über 600 mg/l, so ist das Mischverhältnis m zu erhöhen, um stärkere Verdünnungen zu erzielen:
mRÜ ≥ (ct − 180) / 60.
Die Überläufe sind möglichst mit hochgezogenem Wehr auszubilden. Durchmesser eines Drosselrohres du > 0,2 m. Ein RÜ mit Bodenöffnung (Springüberlauf) ist bei schließendem Abfluss sinnvoll.
Ein RÜB sollte ein Mindestspeichervolumen haben:
Vsmin = 3,60 + 3,84 qr in m³/ha.
Durchlaufbecken (DB) sollen Vs > 100 m³ aufweisen,
Fangbecken (FB) sollen Vs > 50 m³ haben.

#### Fangbecken (FB) im Nebenschluss
Ein Fangbecken dient dazu, den ersten Wasserstoß bei Regenereignissen aufzufangen und den Kanal zu entlasten. Sie werden im Normalfall vom Kanal durchflossen. Im Nebenschluss werden sie über Trennbauwerke beschickt. Nach Füllung des Beckens tritt der Beckenüberlauf in Aktion. Es entsteht kein Gefälleverlust. Bei Trockenwetter und kleinem Regen mit QR < Qab erfolgt kein Zufluss zum Becken. Die Entleerung geschieht durch eine Pumpe mit konstanter zusätzlicher Beschickung des Klärwerks.
Im Hauptschluss geht der Klärwerkzufluss durch das Becken. Charakteristisch sind einfache Anordnung, kein Trennbauwerk, eventuell Gefälleverlust, Entleerung ohne Pumpe, Abfluss schwankend ohne Steuervorrichtung.

#### Durchlaufbecken (DB) im Nebenschluss
Durchlaufbecken haben zusätzlich einen Überlauf für geklärtes Wasser (Klärüberlauf), der vor dem Beckenüberlauf anspringt und das im Becken mechanisch geklärte Mischwasser zum Vorfluter leitet.

#### Stauraumkanäle (SK)
Stauraumkanäle mit oben liegender Entlastung werden in der Regel wie Fangbecken bemessen, sofern die Bedingungen für Fangbecken eingehalten werden können. Andernfalls sind sie wie Stauraumkanäle mit unten liegender Entlastung zu behandeln. Sie sind auch für Speichervolumen kleiner als 50 Kubikmeter sinnvoll.
Stauraumkanäle mit unten liegender Entlastung erhalten im vereinfachten Aufteilungsverfahren wegen der schlechteren Absetzwirkung einen Volumen-Zuschlag. Das spezifische Speichervolumen Vs ist wie für Regenüberlaufbecken zu ermitteln.
VSKU = 1,5 · Vs · Au in m³, mit Vs in m³/ha = spezifisches Speichervolumen und Au in ha = undurchlässige Fläche des zugehörigen Teileinzugsgebietes.
In Nachweisverfahren sind die Besonderheiten für Stauraumkanäle mit unten liegender Entlastung zu beachten. Die Entleerungsdauer von Stauraumkanälen sollte kleiner als 15 Stunden sein. Das Mindestmischverhältnis ist wie für Regenüberlaufbecken festzulegen.

## Organisation und Kosten

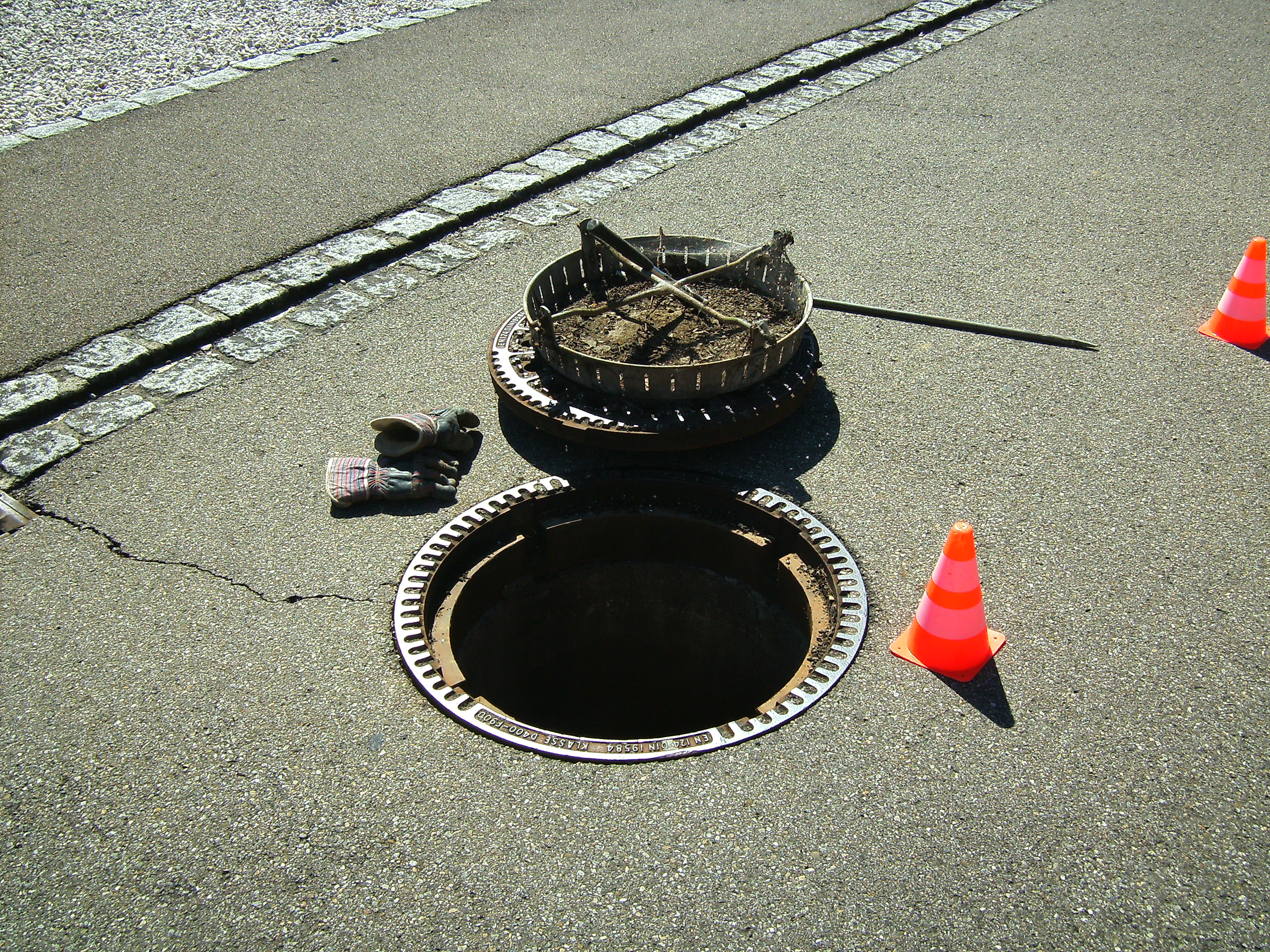
Geöffneter Abwasserschacht

### Deutschland
Der Bau und die Unterhaltung der öffentlichen Kanalisation und der öffentlichen Abwasserbehandlungsanlagen (Kläranlagen) obliegen dem „Abwasserbeseitigungspflichtigen“, im Regelfalle der jeweiligen Kommune. Diese kann die Abwasserbeseitigungspflicht einem Dritten, beispielsweise einem Abwasserzweckverband, oder unter gewissen Voraussetzungen dem Grundstückseigentümer, bei dem das Abwasser anfällt, zum Beispiel durch den Bau einer Kleinkläranlage, übertragen.
Für Neuanschlüsse an eine öffentliche Kanalisation kann je nach Abwassersatzung ein Anschlussbeitrag zu entrichten sein. Zur Ermittlung der Benutzungsgebühren wird bei Anschluss an ein zentrales Abwassernetz meistens das Schmutzwasser nach dem Trinkwasserverbrauch (Wahrscheinlichkeitsmaßstab) und das Niederschlagswasser nach angeschlossener versiegelter Fläche abgerechnet. Bei dezentralem Anschluss (Kleinkläranlage) wird gemäß der abgefahrenen Fäkalschlammmenge abgerechnet.
In Deutschland haben (Stand 2020) die Kanalisationsrohrsysteme zusammengenommen eine Länge von insgesamt etwa 600.000 Kilometer.

### Österreich
Die Errichtung, Erhaltung und Betrieb von Abwasserbeseitigungsanlagen erfolgt durch Einzelpersonen, Betriebe und Unternehmungen, Wassergenossenschaften, Kommunen und Wasserverbände.
Die Verrechnung der Kanalisationskosten ist in Österreich Gemeindesache. Grundsätzlich gibt es für die laufenden Gebühren der Abwasserkanalisation drei Verrechnungsmodelle:
- nach der Fläche der angeschlossenen Gebäudegeschosse (mehr im ländlichen Raum)
- nach dem Wasserverbrauch aus der Trinkwasserleitung ((Wasserverteilungssystem), dieser Verteilungsschlüssel wird vermehrt im städtischen Bereich angewandt)
- nach der Anzahl der angeschlossenen Klosettmuscheln kombiniert mit dem Wasserverbrauch (so in Graz). Wird mehr als die inkludierte Basiswassermenge verbraucht, erfolgt eine Verrechnung der Differenz nach der zweiten Methode.

Außerdem sind beim Neuanschluss Anschlussgebühren zu entrichten.

### Schweiz
Die Aufsicht über den Vollzug der Gesetze unterliegt in der Schweiz dem Bundesamt für Umwelt (BAFU).

## Lokale Kanalnetze

### Köln
Das Abwasser in Köln wird über eine Kanalnetzlänge von rund 2.400 km zu den fünf Kölner Kläranlagen in Stammheim, Langel, Weiden, Rodenkirchen und Wahn abgeleitet, gereinigt und in den Rhein geleitet.
Das Abwasseraufkommen von Einwohnern und Betrieben entspricht zusammengenommen einem Gleichwert von 1,82 Millionen Einwohnern, an die Kläranlagen der Stadtentwässerungsbetriebe Köln (StEB) angeschlossen.
Die Kanalnetzlänge beträgt 2.385 km, davon sind 591 km begehbar und 1.793 km nicht begehbar. Es gibt 58.129 Kanalschächte, 82 Regenrückhaltebecken und -kanäle, 674 Hochwasserschieber, 190 Betriebsschieber.
Drei Viertel des Abwasservolumens wird durch zwei große Sammler in Niehl durch zwei Düker unter dem Rhein zum Großklärwerk nach Stammheim geleitet.

### Paris
Der Bau der Pariser Kanalisation nach 1852 vor allem durch Eugène Belgrand unter G. E. Baron Haussmann war ein Meilenstein in der Geschichte der Stadt. Es entstand ein mehrfaches Wassernetz unter der Erdoberfläche mit zwei Systemen für Frischwasser (Trinkwasser und Nicht-Trinkwasser (eau brute)) sowie einem System für Abwasser. Entscheidend für den Anschluss zahlreicher Pariser Haushalte an das Wassernetz war die Zusammenführung der Abwasserentsorgung: Bis dahin musste das Abwasser privater Haushalte von diesen in Behältern gesammelt und von privaten Firmen abgeholt werden. Mit dem Ausbau der Netze bekamen private Haushalte die Möglichkeit, sich an das öffentliche Abwassersystem anschließen zu lassen. Zahlreiche, unterschiedlich große Reservoirs wurden unterirdisch mitten in der Stadt zur Regulierung des Wasserstandes gebaut. Ein hygienisches Problem entstand auch bei den zahlreichen Überflutungen der innerstädtischen Friedhöfe, woraufhin im 18. Jahrhundert umfangreiche Umbettungen in unterirdische Steinbrüche vorgenommen wurden (Katakomben von Paris).

## Dichtheitsprüfung
Mit der Dichtheitsprüfung nach DIN EN 1610 können neu erstellte oder sanierte Abwasserkanäle auf Dichtheit geprüft werden. Dazu werden alle Öffnungen des zu prüfenden Kanalabschnittes verschlossen und mit Luft oder Wasser abgedrückt. Die wiederkehrende Dichtheitsprüfung alter Kanäle wird mit geringeren Prüfdrücken durchgeführt.

## Explosionsgefahr
In Kanalisationsnetzen kann Explosionsgefahr durch Biogas, dessen Bildung durch die Abwesenheit von Luftsauerstoff gefördert wird, bestehen. In Gebieten, wo Steinkohlebergbau betrieben wurde, kann durch Lecks Grubengas in die Kanalisation eingetragen werden.

## Kanalisation in Kunst und Kultur

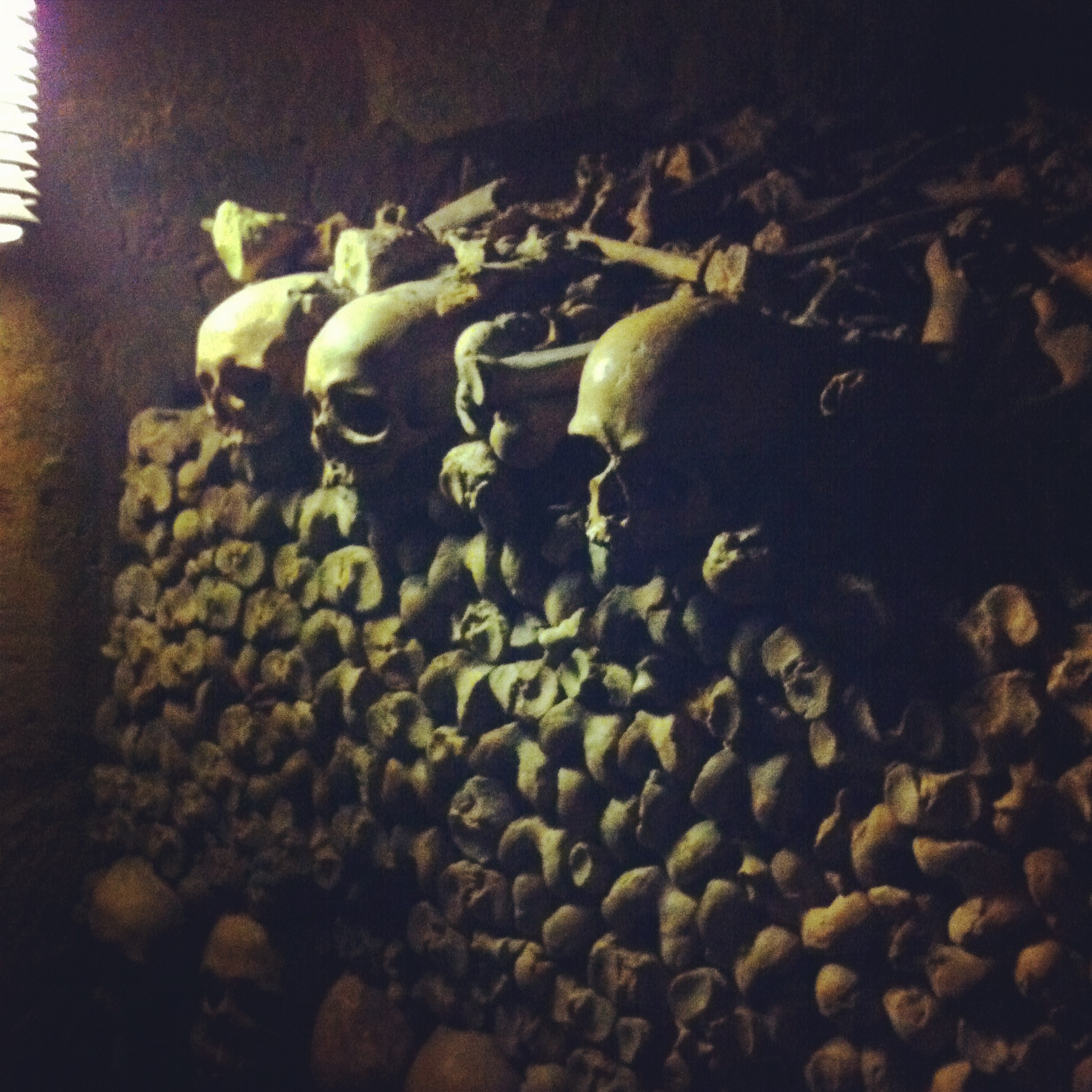
Victor Hugo lässt in seinem Roman Die Elenden Jean Valjean die Katakomben von Paris durchqueren.

Die spezielle Atmosphäre der unterirdischen Kanalisation hat schon oft Schriftsteller und Regisseure dazu inspiriert, einen Teil ihrer Handlung hier spielen zu lassen. Sie dient als Rückzugsort für Monster und Gangster und ist der Schauplatz zahlreicher Versteckspiele und Verfolgungsjagden. Zu einigen der bekanntesten Werke, deren Handlung teilweise in der Kanalisation spielt, zählen:
- Victor Hugo lässt seinen Helden Jean Valjean in Die Elenden (Les Misérables, 1862) nach einer Straßenschlacht flüchten, wobei er einen ohnmächtigen Verletzten durch die Katakomben von Paris trägt.
- Carol Reed dreht 1949 die finale Verfolgungsjagd seines Film Noir Der dritte Mann in der Wiener Kanalisation, die danach noch Drehort weiterer Filme wurde. Mittlerweile werden in Wien Kanaltouren für Touristen angeboten.[4]
- Stephen King erschafft 1986 in seinem (mehrfach verfilmten Roman) Es ein Monster, das sich in die Kanalisation zurückzieht, um von dort aus alle 27 Jahre eine Mordserie auszulösen. Die kontroverseste Szene, die ebenfalls in der Kanalisation spielt, fehlt in allen Verfilmungen des Werkes.[5]
- Die Helden der Zeichentrickserie Teenage Mutant Hero Turtles sind vier Schildkröten mit Superkräften, die in der Kanalisation von New York leben (1987–1996).
- In Batmans Rückkehr (Tim Burton, 1992) lebt der Pinguin zu Beginn der Handlung bereits seit 33 Jahren in der Kanalisation von Gotham City, wo er eine Bande von Verbrechern anführt.
- In The Dark Knight Rises (2012) lässt Regisseur Christopher Nolan in der Kanalisation von Gotham City Jagd auf Bane machen.
- Im Computerspiel L.A. Noire (Rockstar Games, 2011) müssen die Spieler, nachdem sie eine Reihe anderer Aufgaben gelöst haben, in der Kanalisation von L.A. einen Brandstifter finden und ein Entführungsopfer befreien.
- Der Animationsfilm Flutsch und weg (2006) spielt zum Großteil in der Londoner Kanalisation, in der Ratten in einer aus diversen Alltagsgegenständen errichteten Stadt leben.

## Siehe auch

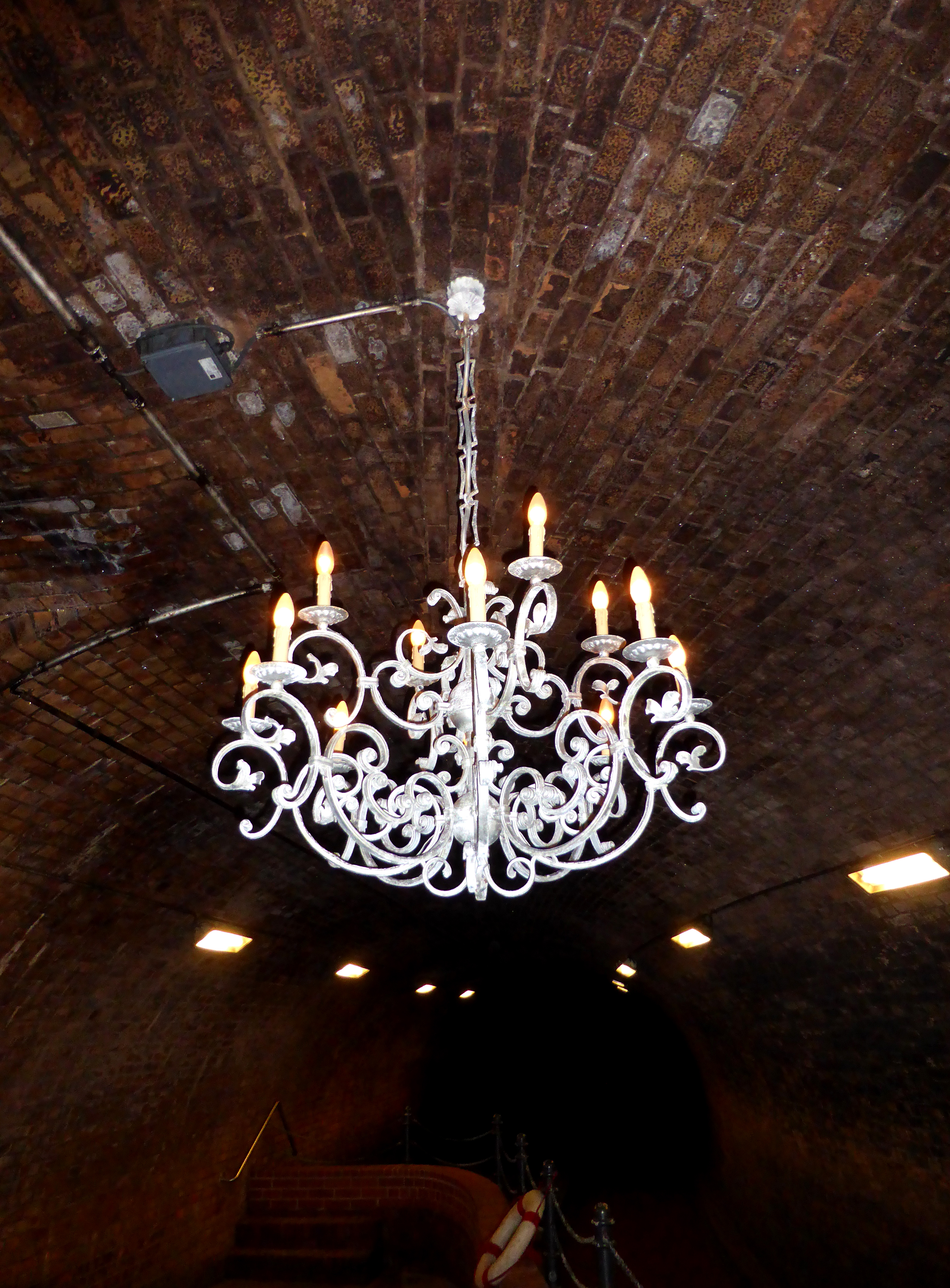
Der Kronleuchtersaal der Kölner Kanalisation